# مارغريت مكينون
مارغريت مكينون (بالإنجليزية: Marguerite McKinnon)‏ هي صحفية أسترالية، ولدت في 1970.